# Maximilien Louis Bourgeois
Pour les articles homonymes, voir Bourgeois.
Maximilien Louis Bourgeois, né le 11 février 1839 à Paris et mort à Sèvres le 16 août 1901, est un sculpteur et médailleur français.

## Biographie
Maximilien Louis Bourgeois fait ses premières études artistiques chez un modeleur d'orfèvrerie et fréquente la Petite école à Paris où il est élève de François Jouffroy (1806-1882), avant de d'être admis dans l'atelier d'Émile Thomas (1817-1882) à l'École des beaux-arts de Paris.
Son atelier était situé au 103, rue de Sèvres à Paris.
Il débute au Salon de 1863. Il y expose chaque année jusqu'à sa mort et y est récompensé par plusieurs médailles. Il modèle des bustes, quelques statues, des médaillons, et se fait également connaître comme médailleur.
Il grave des portraits en médaille de sénateurs et de députés. Il conçoit la médaille du centenaire de la République, de l'École polytechnique et du conseil général de Seine-et-Marne.
La croix de la Légion d'honneur lui est décernée en 1886.
Il meurt le 16 août 1901 à son domicile au 27, rue des Bruyères à Sèvres.

## Œuvres

### Sculptures dans les collections publiques

#### En France
- Angers, pont de Verdun : Monument au général Beaurepaire, 1888. Reproduction de la statue de Coulommiers. Envoyé à la fonte sous le régime de Vichy, un nouveau bronze à l'identique de la statue est érigé en 1987[4].
- Bordeaux :
  - musée des Beaux-Arts : Mercure, statue.
  - faculté de médecine : Le Docteur Jean Cruveilhier (1791-1874), 1888, médaillon en haut-relief en marbre.
- Châlons-en-Champagne, musée des Beaux-Arts et d'Archéologie : Buste de Jean-Baptiste de La Salle (1651-1719).
- Coulommiers : Monument au général Beaurepaire, 1884, envoyé à la fonte sous le régime de Vichy, un moulage en plâtre de la statue réalisé en 1942 est conservé à Coulommiers au musée municipal des Capucins[5].
- Gray, musée Baron-Martin : La Guerre.
- La Ferté-sous-Jouarre, hôtel de ville :
  - Guillaume Budé ;
  - Allégorie de la Ferté-sous-Jouarre, 1861.
- Paris :
  - Collège de France : Guillaume Budé, vers 1882, statue en marbre[6].
  - hôtel de ville de Paris, façade : Eustache Le Sueur, statue en pierre.
  - Jardin des plantes, ménagerie : Le Charmeur de serpent, 1862 ou 1864, bronze[7].

#### En Suisse
- La Chaux-de-Fonds : fontaine monumentale, vers 1888, commémorant l'arrivée en 1887 de l'eau potable captée sur la rive gauche de l'Areuse à l'usine des Moyats en amont de Champ-du-Moulin[6].

Sculptures de Maximilien Louis Bourgeois
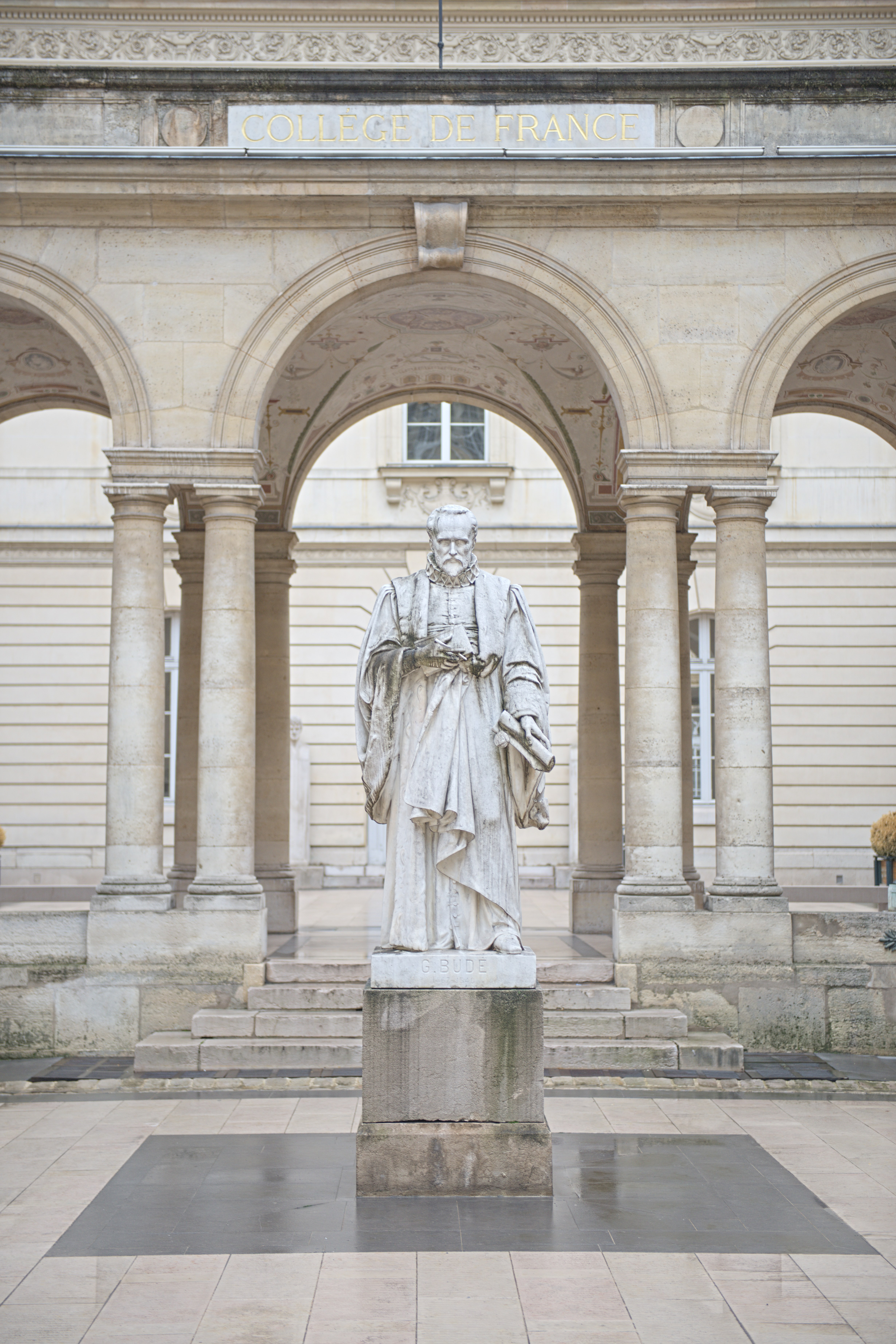
Guillaume Budé, vers 1882, Paris, Collège de France.
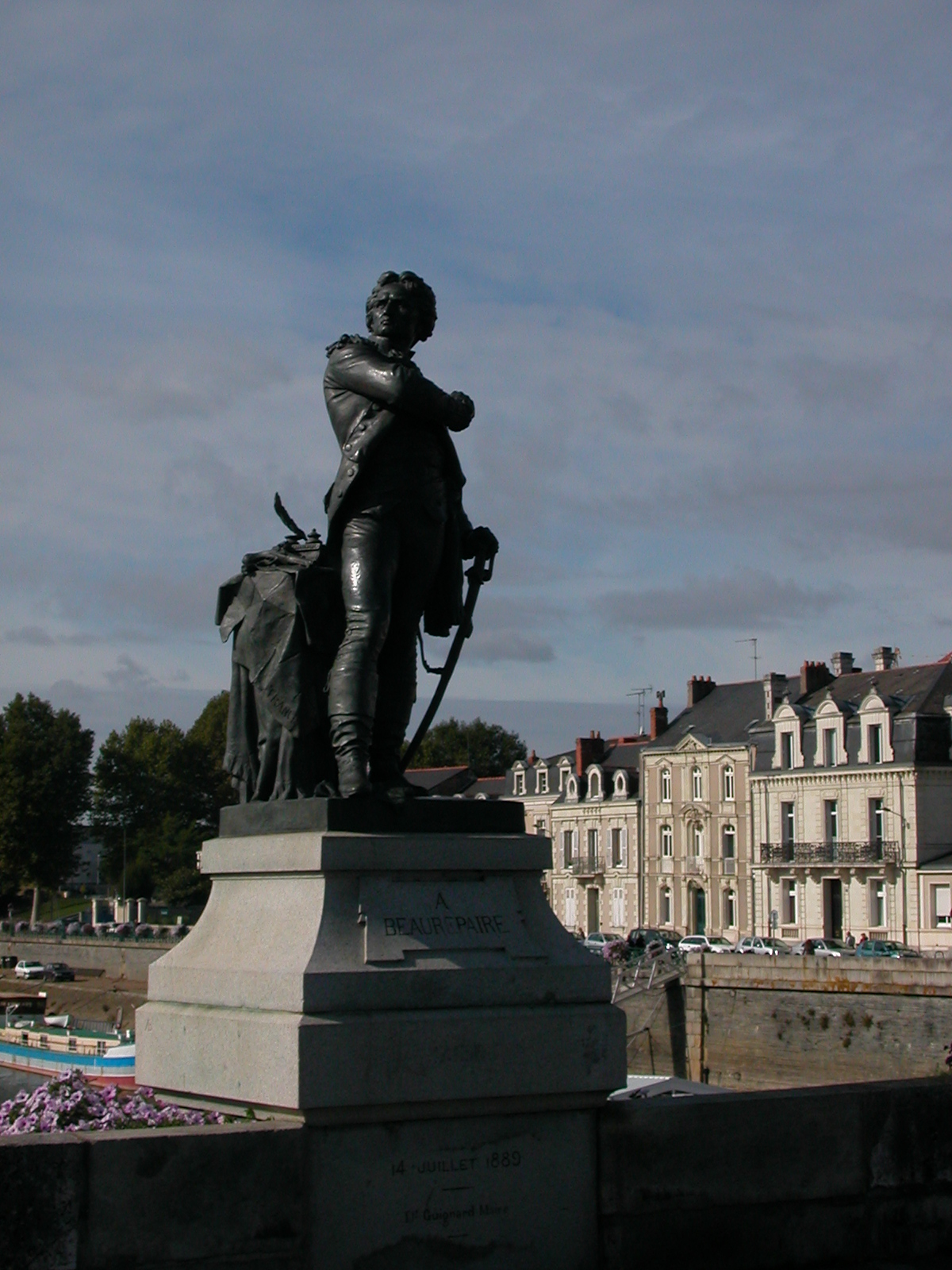
Monument au général Beaurepaire, 1888, Angers, pont de Verdun.
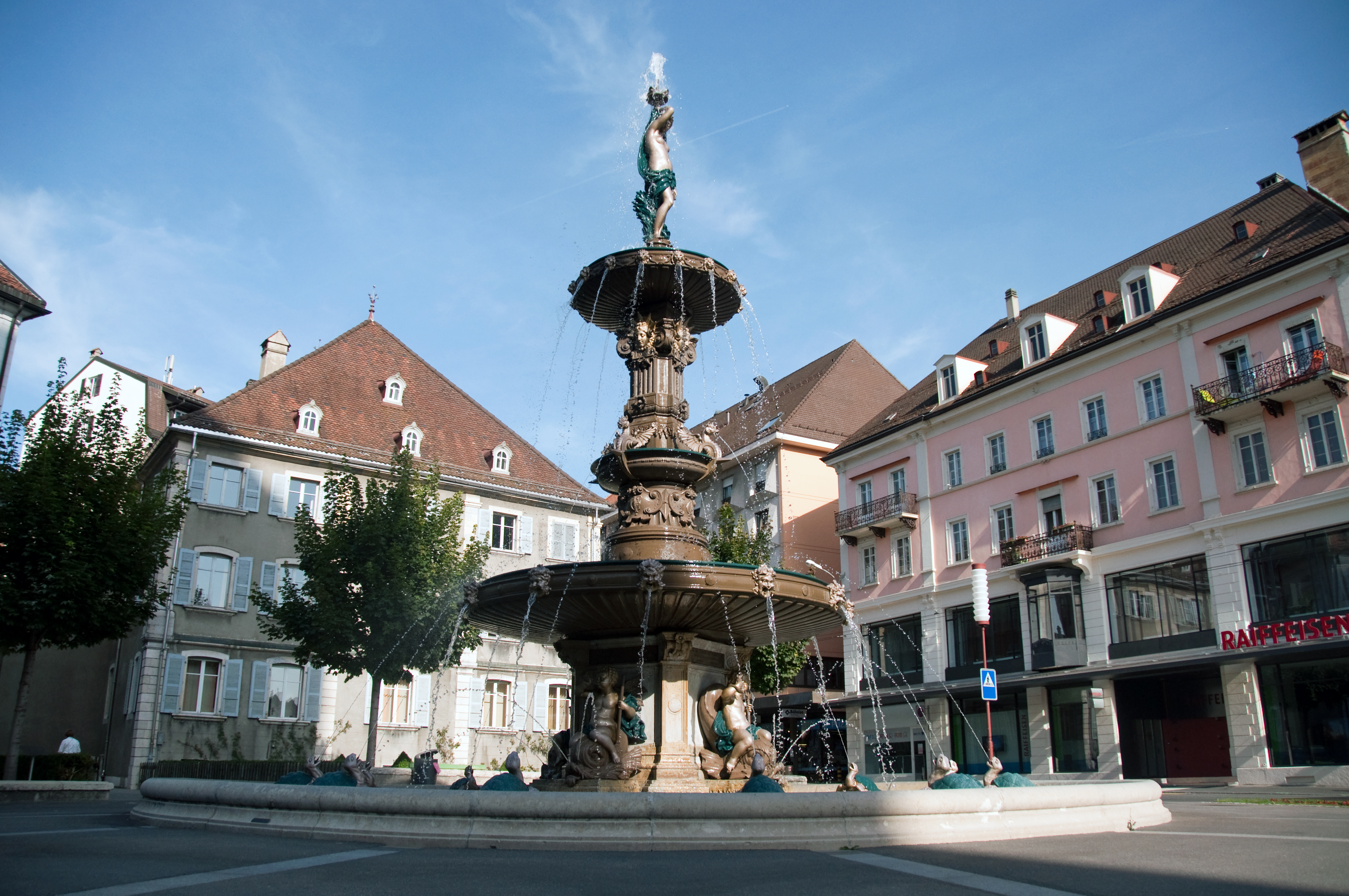
Fontaine monumentale, vers 1888, La Chaux-de-Fonds.
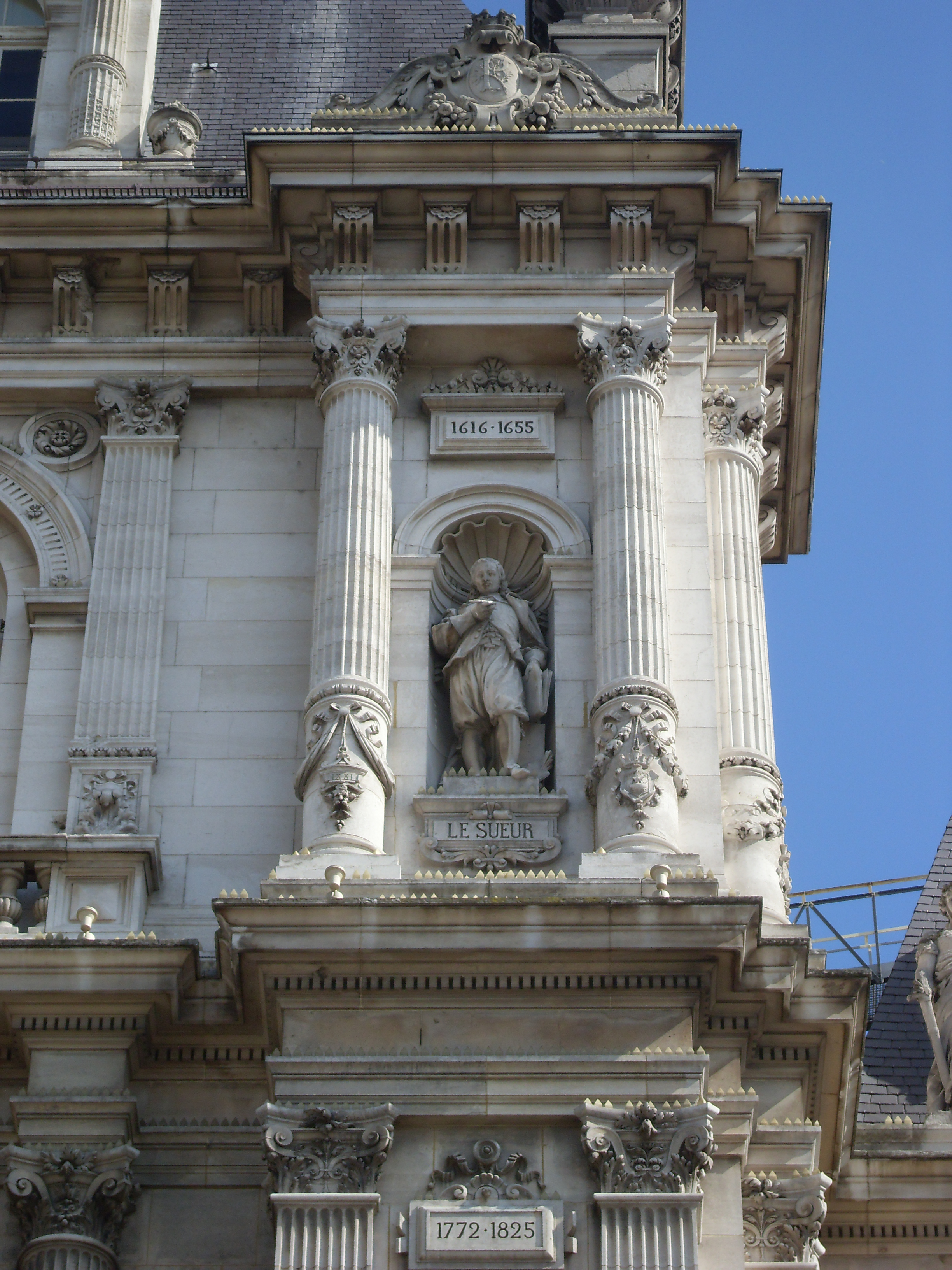
Eustache Le Sueur, façade de l'hôtel de ville de Paris.

### Médaille
- Médaille-type du Sénat.
- Médailles commémoratives des Congrès de 1885 et 1887 (élections de Jules Grévy, 1879 et Sadi Carnot, 1887).
- Patrice Artibus, médaille grand module commandée par le ministère des Beaux-arts[6].
- École polytechnique, centenaire de la fondation de l'école 1794-1894.

Médailles
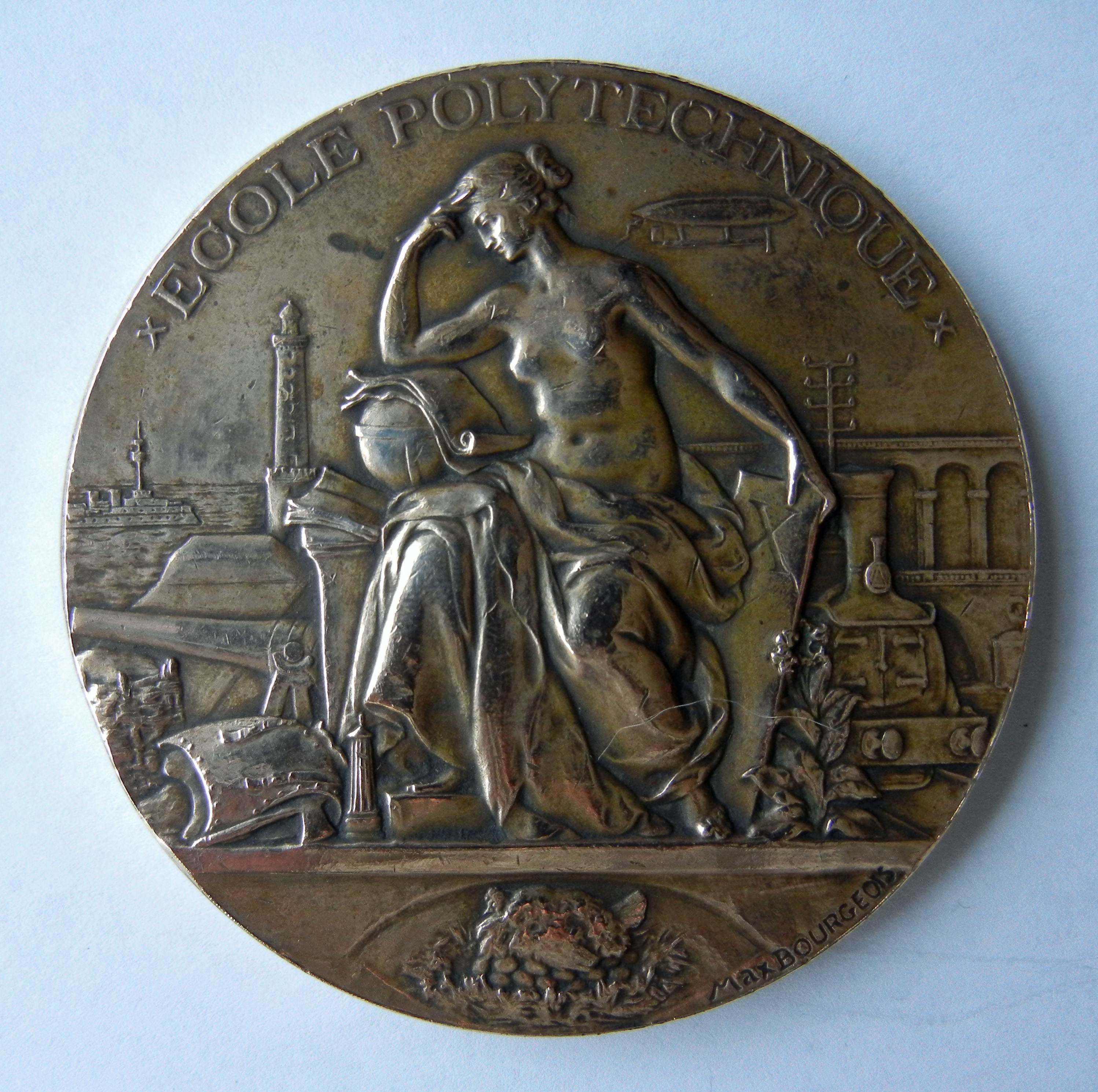
École polytechnique, centenaire de la fondation de l'école 1794-1894, bronze, 68 mm, 148 g, avers.
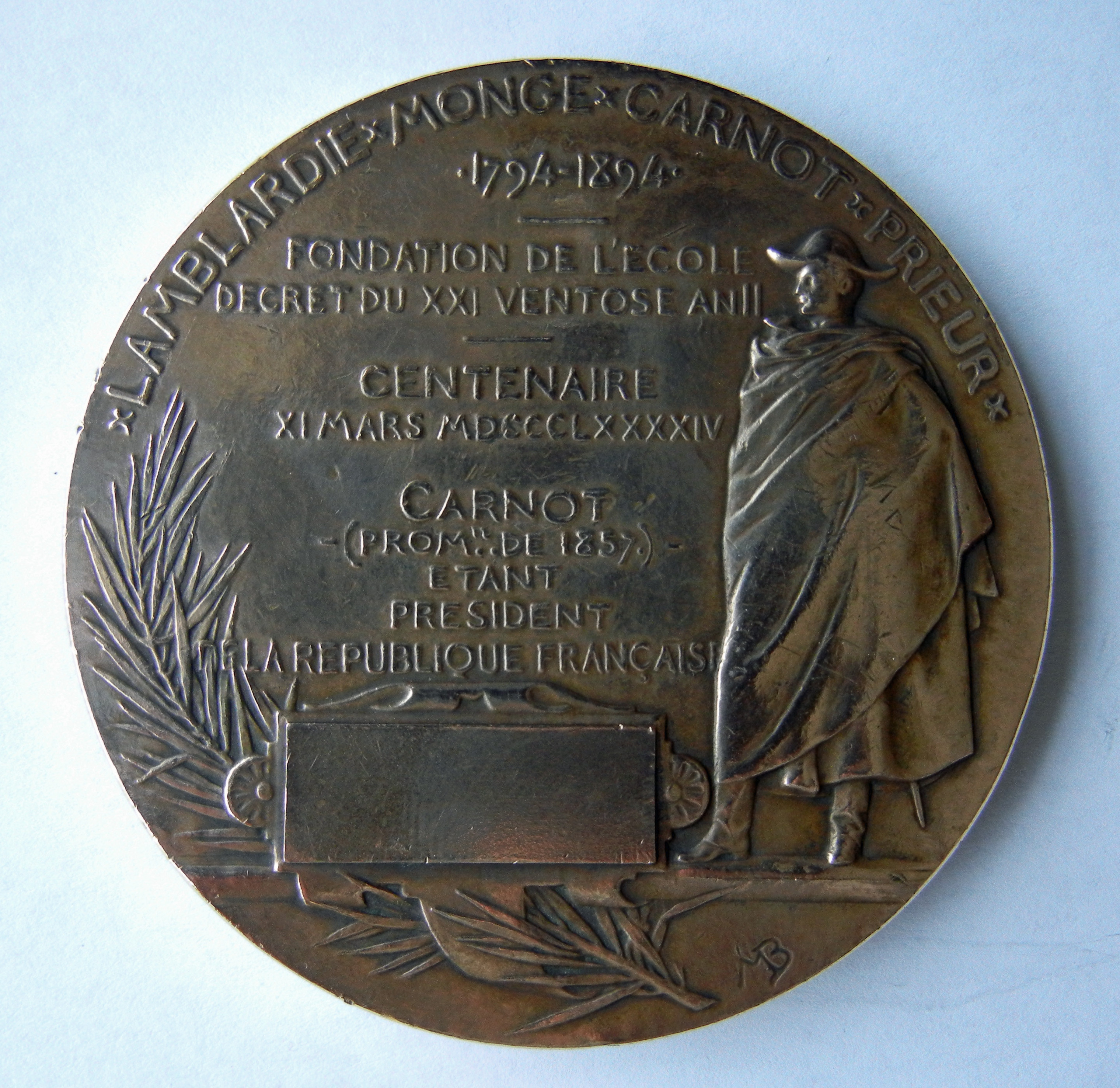
École polytechnique, centenaire de la fondation de l'école 1794-1894, bronze, 68 mm, 148 g, revers.